# Château de la Chapelle-Anthenaise
Ne doit pas être confondu avec Château d'Anthenaise.
Le château de la Chapelle-Anthenaise est un ancien château français, situé à La Chapelle-Anthenaise, dans le département de la Mayenne et la région des Pays de la Loire. Il était situé probablement au bourg.

## Désignation
Il ne faut pas confondre ce château, siège de l'ancienne seigneurie, avec un autre château d'Anthenaise, appelé jusqu'à la fin du XVe siècle le Plessis d’Anthenaise, et encore dans le censif de Laval du XVIIe siècle le Plessis et la Motte d’Anthenaise, ou encore la Cour d'Anthenaise d'après la carte d'Hubert Jaillot.
Il ne faut pas non plus confondre les seigneurs d'Anthenaise avec les descendants ou du moins avec les aînés de la Famille d'Anthenaise, fondue, dès le XIIIe siècle, dans les Chamaillard. La famille Chamaillard a ainsi facilité la transmission des biens de la famille de Beaumont-Brienne et de celle d'Anthenaise à la Famille d'Alençon, et sa descendance arriva avec Henri IV jusqu'au trône de France.
Les descendants de ces derniers, les vicomtes Beaumont, puis de Beaumont-Brienne, les comtes d'Alençon, possédèrent la seigneurie paroissiale longtemps après l'établissement de la seconde famille d'Anthenaise au Château d'Anthenaise, qui serait plus exactement dit le Plessis-d'Anthenaise.
Pierre II d'Alençon, comte d'Alençon, était encore seigneur de la Chapelle-Anthenaise, en 1372, époque où il reconnaît que ses hommes de la Chapelle paieront le droit d'« estalaige » au seigneur de Laval comme les autres sujets de la baronnie, et « qu'ils ne seront point quittes de coustume en faisant despry ».
La seigneurie paroissiale appartint depuis au seigneur de Laval, peut-être par suite du mariage de Catherine d'Alençon avec Guy XV de Laval, sinon plus tôt. Ces droits furent cédés, par acte du 27 mars 1693, devant Poulain, par Charles Belgique Hollande de La Trémoille, comte de Laval à Jean-Baptiste de Montesson, seigneur d'Anthenaise, avec obligation de reporter ses aveux au Comté de Laval.

## Sources et bibliographie
- « Château de la Chapelle-Anthenaise », dans Alphonse-Victor Angot et Ferdinand Gaugain, Dictionnaire historique, topographique et biographique de la Mayenne, Laval, A. Goupil, 1900-1910 [détail des éditions] (BNF 34106789, présentation en ligne)